# Гана Бірнерова
Гана Бірнерова (чеськ. Hana Birnerová; нар. 27 червня 1989) — колишня чеська тенісистка.
Найвищу одиночну позицію світового рейтингу — 933 місце досягла 12 лютого 2007, парну — 177 місце — 30 серпня 2010 року.
Здобула 2 парні титули туру ITF.

## Фінали ITF

### Парний розряд: 10 (2–8)
| Легенда          |
| ---------------- |
| турніри $100,000 |
| турніри $75,000  |
| турніри $50,000  |
| турніри $25,000  |
| турніри $10,000  |

| Фінали за покриттям |
| ------------------- |
| Тверде (0–1)        |
| Ґрунт (2–7)         |
| Трава (0–0)         |
| Килим (0–0)         |

| Результат | Ранг | Дата            | Турнір                     | Покриття   | Партнерка          | Суперниці                                | Рахунок             |
| --------- | ---- | --------------- | -------------------------- | ---------- | ------------------ | ---------------------------------------- | ------------------- |
| Поразка   | 1.   | 29 травня 2006  | ITF Старі Сплави, Чехія    | Ґрунт      | Ксенія Ликіна      | Івета Герлова Луціє Кріґсманнова         | 7–6(4), 2–6, 2–6    |
| Поразка   | 2.   | 11 вересня 2006 | ITF Інсбрук, Австрія       | Ґрунт      | Зузана Залабська   | Патріція Майр-Ахлайтнер Івонн Мойсбургер | 3–6, 3–6            |
| Поразка   | 3.   | 28 травня 2007  | ITF Старі Сплави, Чехія    | Ґрунт      | Моніка Коханова    | Івета Герлова Луціє Кріґсманнова         | 2–6, 1–6            |
| Перемога  | 1.   | 25 серпня 2008  | ITF Прага, Чехія           | Ґрунт      | Луціє Кріґсманнова | Барбора Кртічкова Луціє Шипкова          | 6–2, 6–7(2), [10–7] |
| Поразка   | 4.   | 1 вересня 2008  | ITF Брно, Чехія            | Ґрунт      | Даріна Шеденкова   | Ольга Брозда Магдалена Кіщиньська        | 2–6, 2–6            |
| Поразка   | 5.   | 5 квітня 2010   | ITF Торгаут, Бельгія       | Тверде (i) | Катерина Бичкова   | Мона Бартель Юстіна Озга                 | 5–7, 2–6            |
| Перемога  | 2.   | 9 серпня 2010   | ITF Ферсмольд, Німеччина   | Ґрунт      | Сема Еріка         | Амінат Кушхова Ольга Панова              | 6–3, 6–3            |
| Поразка   | 6.   | 27 червня 2011  | ITF Штутгарт, Німеччина    | Ґрунт      | Штефані Фогт       | Дарія Юрак Анаїс Лорендон                | 6–4, 1–6, [0–10]    |
| Поразка   | 7.   | 4 липня 2011    | ITF Ашаффенбург, Німеччина | Ґрунт      | Штефані Фогт       | Пемра Озген Сема Юріка                   | 4–6, 6–7(5)         |
| Поразка   | 8.   | 11 липня 2011   | ITF Дармштадт, Німеччина   | Ґрунт      | Кароліна Плішкова  | Натела Дзаламідзе Анна Цая               | 5–7, 6–2, [6–10]    |